# Beppe D'Onghia
Beppe D'Onghia (Taranto, 31 luglio 1963) è un pianista, compositore e direttore d'orchestra italiano.

## Biografia
Nasce nel 1963 a Taranto, dopo aver studiato pianoforte e composizione affronta varie specializzazioni alla ricerca di nuove forme di espressione sonora. Prosegue quindi al DAMS dell'Università di Bologna con studi approfonditi sulla musica come mezzo di espressione e comunicazione. Inizia la sua carriera nel 1979 come pianista per poi collaborare nelle vesti di arrangiatore e compositore con importanti artisti tra cui: Lucio Dalla, Gianni Morandi, Biagio Antonacci, Luca Carboni, Stadio, Mango, Michele Zarrillo, Roberto Vecchioni, Francesco De Gregori, Hiroko Kouda e Tosca. Nel corso del suo cammino artistico approda alla direzione d’orchestra con il maestro austriaco Gustav Kuhn, nella Tiroler Festspiele Erl (Austria) dove frequenta corsi di specializzazione e workshop. Nel 1992 lo stesso Gustav Kuhn fonda l’Accademia di Montegral e accoglie D'Onghia in qualità di socio e collaboratore divenendo il responsabile dell'Accademia per il settore pop.
Dal 1987 al 1990 è uno dei componenti degli Stadio, inizia a collaborare subentrando a Aldo Fedele (che prenderà proprio il posto di D'Onghia come tastierista di Luca Carboni). Nel 1993 è co-produttore e arrangiatore dell'album Henna di Lucio Dalla a cui seguirà una tournée a cui parteciperà come componente della band. Dal 1991 al 2001 è produttore artistico di Samuele Bersani e insieme autore dei brani Giudizi Universali, Spaccacuore e Replay. Il brano Replay viene presentato al Festival di Sanremo del 2000 e si aggiudica il Premio della Critica. Sempre nel 2000 l'album L'oroscopo speciale di Bersani che accoglie Replay e altri brani di cui D'Onghia è coautore riceve la Targa Tenco. Nel 1997 al Teatro Sanzio di Urbino e al Festival di Tremiti dirige l'Orchestra Città di Ferrara in Pierino e il lupo di Sergej Prokofiev, con voce recitante l'attore Marco Alemanno.
Nel 2006 dirige l'Orchestra Sinfonica della Fondazione Arturo Toscanini in una revisione del Concert for Group and Orchestra composto da Jon Lord (tastierista dei Deep Purple) in una fusione sonora tra classica, rock e jazz. L'esecuzione del concerto vide inoltre la presenza di Vito Di Modugno alla tastiera, Mimmo Campanale alla batteria, Massimo Sutera al basso, Ricky Portera alla chitarra e Alberto Fortis alla voce. Sempre nel 2006 la Città di Bologna ottiene il riconoscimento dell’UNESCO di Città creativa per la musica. In occasione dei festeggiamenti D'Onghia dirige nuovamente l’Orchestra Arturo Toscanini e riceve un riconoscimento per aver contribuito a far raggiungere questo importante traguardo alla città. Il 2 ottobre 2006 dirige 70 elementi della Royal Philharmonic Orchestra al Teatro degli Arcimboldi di Milano in un concerto destinato a raccogliere fondi per le opere di restauro artistico-architettonico a cura del Fondo per l’Ambiente Italiano (FAI) eseguendo parte del repertorio di Lucio Dalla in chiave sinfonica. Il concerto venne replicato a novembre 2006 presso l'Auditorium della Conciliazione di Roma.
Con l’idea di far coesistere nel medesimo istante passato e modernità dà vita al progetto NU-ORK e al NU-ORK Quintet. In questo progetto attraverso l’utilizzo di un’orchestra classica, di campionatori, software, strumenti antichi, proiezioni di video digitali e un quintetto d’archi, si cerca di far coesistere le suggestioni dei nuovi suoni e le fondamenta della secolare cultura musicale. Il NU-ORK Quintet ha accompagnato Lucio Dalla in eventi come Dalla o Cellini? (15 Maggio 2008), Francesco - Canto di una creatura (27 novembre 2009, tratto dall'omonimo libro di Alda Merini), Luci sulla Bologna Medioevale (18 Giugno 2010) oltre che a diversi concerti live tra cui al Teatro Greco di Tindari (5 agosto 2005) e al Teatro Romano di Verona (15 settembre 2005) poi inseriti nel DVD della raccolta 12000 lune (2006).
Nel 2009 è produttore, ideatore e direttore artistico del progetto “In Cantus” con Roberto Vecchioni, da cui nasce l'album omonimo. L'album, ancora in collaborazione del NU-ORK Quintet, contiene delle note sinfonie classiche di Pëtr Il'ič Čajkovskij, Antonio Vivaldi, Sergej Vasil'evič Rachmaninov, Giacomo Puccini e Pietro Mascagni su cui sono state scritte sopra delle liriche attinenti all'oggi, anche parafrasando su testi di Borges, di Neruda e Catullo. Il 29 giugno 2013 all'apertura del Festival di Ravello realizza l'evento Sogni – Variazioni Sinfoniche su temi di Lucio Dalla, un concerto per rendere omaggio alla creatività musicale di Lucio Dallapoi replicato al Teatro Manzoni di Bologna, al Teatro dei Marsi di Avezzano e presso la Scuola di Alto Perfezionamento del Ministero dell’Interno a Roma.
Nel 2016 ha diretto gli Stadio alla vittoria del sessantaseiesimo Festival di Sanremo.

## Direttore d'orchestra
Tra le numerose orchestre che ha diretto:
- Nuova Orchestra Scarlatti di Napoli,
- Orchestra Sinfonica del Vittorio Emanuele di Messina,
- Orchestra della Radiotelevisione di Tirana,
- Orchestra Tito Schipa,
- Orchestra Giovanile del Veneto,
- Orchestra della Valle d'Itria,
- Orchestra Sinfonica della Magna Grecia,
- Orchestra Niccolò Piccinni,
- Orchestra del Teatro Comunale di Bologna,
- Orchestra Dimi,
- Orchestra Città di Ferrara,
- Orchestra Sinfonica Gianandrea Gavazzeni,
- I Pomeriggi Musicali di Milano,
- Roma Sinfonietta,
- Orchestra del Festival Pucciniano di Torre del Lago,
- Orchestra della RAI,
- Orchestra Sinfonica della Fondazione Arturo Toscanini,
- London Royal Philharmonic Orchestra,
- Malta Orchestra.

## Cinema
È autore di numerose colonne sonore originali tra le quali:
- Lettera a una figlia (1994) (con Lucio Dalla), Giorgio Albertazzi
- Al di là delle Nuvole (1995), Michelangelo Antonioni
- Chiedimi se sono felice (2000), Aldo Giovanni e Giacomo
- Assassini dei giorni di festa (2002), Damiano Damiani
- Il tempo dell’Amore (2008), Giacomo Campiotti
- Il cacciatore di anatre (2010), Egidio Veronesi.

## Televisione
Ha realizzato sigle musicali e collaborato in diversi prodotti televisivi, tra i quali:
- Uno di noi (1996), con Gioele Dix, Virna Lisi e Lucrezia Lante della Rovere (RAI)[26]
- La Bella e la Bestia (2002), con Lucio Dalla e Sabrina Ferilli (RAI)[27]
- Artemisia Sanchez (2008), Ambrogio Lo Giudice[28]

## Musical
Arrangiatore e direttore d’orchestra dell’Opera-Musical Tosca Amore Disperato (2003), un'opera moderna scritta da Lucio Dalla e liberamente ispirata al melodramma Tosca di Giacomo Puccini e al dramma La Tosca di Victorien Sardou. Di Tosca Amore Disperato realizza una seconda versione con una partitura rigorosamente sinfonica adatta all'esecuzione nei teatri d’opera, debuttando al Festival Pucciniano di Torre del Lago e all'Arena di Verona.

## Tours

### Lucio Dalla
- 1986 - Isole
- 1987 - Granarolo
- 1990 - Cambio
- 1992 - Amen
- 1992 - Henna
- 1996/1997 - Canzoni
- 1998 - 2 Dance
- 1999 - Ciao

### Dalla/Morandi
- 1988/1989 - DallaMorandi
- 1995 - DallAmericaMorandi (Madison Square Garden)

### Dalla/De Gregori
- 2010 - Work in progress

### Stadio
- dal 1987 al 1990 - Puoi fidarti di me

- 1986 - Isole  (con Lucio Dalla)

- 1987 - Granarolo (con Lucio Dalla)

### Luca Carboni
- 1984 - Intanto Dustin Hoffman non sbaglia un film
- 1985 - Forever
- 1986 - Luca Carboni
- 1986 - Luca Carboni Live Toronto[29][30]

### Live Tropical Fish
- 2011 - Live Tropical Fish Tour[31]

### Hiroko Kouda
In Giappone nei teatri dell'opera Hakuju Hall (Tokyo), The Phoenix Hall (Osaka) e Munetsugu Hall (Nagoya) ha accompagnato la voce femminile del soprano giapponese Hiroko Kouda nelle seguenti occasioni:
- 2007 - Hiroko Kouda
- 2011 - Hiroko Kouda Japan Tour.[32]